# Siamogale
La siamogale (gen. Siamogale) è un mammifero carnivoro estinto, appartenente ai mustelidi. Visse tra il Miocene medio e il Pliocene inferiore (circa 14 - 4,5 milioni di anni fa) e i suoi resti fossili sono stati ritrovati in Asia.

## Descrizione
Questo animale era molto simile a una lontra attuale, ma le dimensioni erano notevoli: dai fossili sinora rinvenuti, si stima che la taglia di almeno una delle due specie, Siamogale melilutra, fosse superiore a quella di un lupo; la lunghezza poteva raggiungere i due metri e il peso circa 50 chilogrammi: dimensioni superiori a quelle della più grande lontra odierna, la lontra gigante del Brasile. Siamogale, come le lontre attuali, doveva avere un lungo corpo e quattro arti relativamente brevi; il cranio era dotato di un muso corto e largo, ma era la dentatura la caratteristica principale di Siamogale: i molari erano estremamente larghi e dotati di tubercoli arrotondati (bunodonti), simili a quelli dei tassi; in particolare, il primo molare superiore era espanso posteriormente. Come tutte le lontre, Siamogale era dotato di un grande canale infraorbitale e di un'espansione ventrale del processo mastoide.

## Classificazione
Il genere Siamogale venne descritto per la prima volta nel 1983, sulla base di resti fossili molto frammentari composti esclusivamente da denti, rinvenuti in terreni del Miocene medio della Thailandia settentrionale, nella zona di Mae Moh. Gli autori della prima descrizione di questa specie, nota come Siamogale thailandica, attribuirono con qualche incertezza i fossili alla sottofamiglia dei tassi (Melinae), a causa delle somiglianze nella dentatura. Solo con il rinvenimento di fossili più completi appartenenti a una nuova specie, Siamogale melilutra, rinvenuta in Cina (provincia di Yunnan) e descritta nel 2017, fu possibile attribuire correttamente questo genere alla sottofamiglia Lutrinae. Una mandibola isolata, descritta in precedenza come Lutra aonychoides e risalente al Pliocene inferiore della Cina (bacino dello Yushe), è stata anch'essa attribuita alla nuova specie. Nel 2020 è stata descritta un'altra specie proveniente dalla formazione Mae Moh in Thailandia, nota come S. bounosa.
Siamogale è un rappresentante piuttosto aberrante della sottofamiglia Lutrinae, comprendente le lontre, e non è chiaro quali fossero i suoi stretti vincoli filogenetici con altre forme. In ogni caso, sembra che i membri del genere Siamogale facessero parte di un clade di lontre che svilupparono molari fortemente bunodonti, vissute in Asia orientale.

## Paleobiologia
I molari bunodonti di Siamogale erano adatti a frantumare gusci duri, ed è probabile che questo animale nuotasse in paludi e fiumi dell'Asia orientale alla ricerca di crostacei e molluschi. La forza del morso di Siamogale era molto superiore rispetto a quella delle lontre attuali, compresa la lontra marina.
Siamogale rappresenta quindi un ecomorfotipo senza alcun analogo attuale, e la sua taglia gigantesca, unita all'alta forza mandibolare, conferiva a questo animale una capacità di frantumazione di gusci comparabile soltanto a quella dell'orso marino estinto Kolponomos (Tseng et al., 2017).